# Gorilla Monsoon (Wrestler)
Robert James „Gino“ Marella (* 4. Juni 1937; † 6. Oktober 1999) war ein US-amerikanischer Wrestler, Wrestlingkommentator und Booker. Marella war vor allem für die Promotion World Wrestling Federation und deren direkte Vorläufer-Organisationen tätig. Er wurde vor allem unter seinem Ringnamen Gorilla Monsoon bekannt und blieb nach Beendigung seiner aktiven Karriere als Kommentator, Backstage-Producer und Interviewer für die World Wrestling Federation tätig.

## Sportlicher Hintergrund

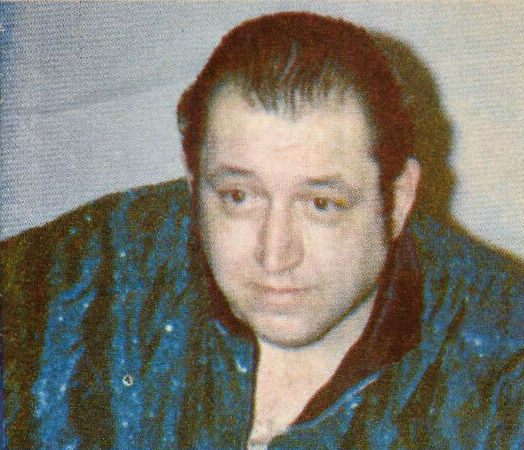
Gorilla Monsoon (1977)

Marella war bereits zu seiner Zeit an der Jefferson High School in Rochester, NY ein herausragender Athlet in den Sportarten American Football, Ringen und Leichtathletik. Er wog damals bei einer Körpergröße von 195 cm bereits fast 140 kg. Dennoch bekam Marella in der High School den Spitznamen „Tiny“ (englisch = klein, winzig) verliehen.
Auch am College in Ithaca; New York blieb er ein erfolgreicher Ringer und belegte 1959 bei NCAA Wrestling Championships den zweiten Platz.
Marella hielt auch einige Rekorde an dieser Schule, sowohl im Ringen mit einem 18 Sekunden Sieg, als auch in der Leichtathletik. 1973 wurde er daher in die „Ithaca College Athletic Hall of Fame“ aufgenommen. Seine sportlichen Leistungen und zuletzt auch seine Körpergröße erregte die Aufmerksamkeit des lokalen Wrestlingpromoters Pedro Martínez. Nach seinem College-Abschluss nahm dieser Marella unter Vertrag.

## Karriere

### Anfänge
Marella begann seine Karriere, gemäß seiner Abstammung, als Italo-Amerikaner Gino Marella. Seine Ringrolle war die eines Publikumslieblings (Face) und der Name „Gino“ sollte später unter Kollegen sein dauerhafter Spitzname werden.
Marella hatte anfänglich nur mäßigen Erfolg. Er erkannte, dass Monster-Charaktere für die Wrestling-Fans wesentlich interessanter waren und die entsprechenden Wrestler auch mehr Geld verdienten. So änderte Marella seinen Ringcharakter. Er erfand die Ringfigur des Gorilla Monsoon und ließ sich einen Bart wachsen. Die neue Ringfigur war dem Handlungsstrang (Storyline) nach als brutaler Monster-Charakter aufgebaut, der nun laut der neu erfundenen Hintergrundgeschichte aus der Mandschurei stammte. Die Fans reagierten entsprechend und Marella selbst stieg in höher dotierte Wrestling-Kreise auf.

### World Wide Wrestling Federation

#### Aktive Karriere
Im April 1963 spaltete sich Vince McMahon Sr. mit der damaligen NWA Capitol Wrestling Federation von der National Wrestling Alliance ab und gründete nun die World Wide Wrestling Federation. Marella war eng mit diesem Promotor befreundet und kaufte sich in die neue Promotion ein. Er hielt schließlich 1/6 der Anteile und kontrollierte in einigen der WWWF-Gebiete das Booking der antretenden Wrestler.
Als aktiver Wrestler erreichte Marella nun die Position des Top-Bösewichts der Promotion. Er trat mehrmals gegen den damals amtierenden WWWF-Champion Bruno Sammartino an. Trotz seines inzwischen beachtlichen Körpergewichtes von ca. 200 kg bestritt er mehrmals 60-Minuten-Matches, die mitunter auch verlängert wurden.
1969 wurde bei Marella ein Gimmick-Wechsel vollzogen und er wurde wieder zu einem Publikumsliebling (Face) aufgebaut. Dieser Rollentausch wurde bei einem Match zwischen seinem Storyline-Erzfeind Bruno Sammartino und dessen Kontrahenten The Sheik vollzogen, als man Marella bei einer unerlaubten Attacke des Letzteren zugunsten Sammartinos eingreifen ließ.
In den 1970er Jahren zählte Marella zu den Top-Verdienern des Wrestling und arbeitete mit zahlreichen anderen Stars der Szene zusammen, so beispielsweise mit dem damaligen WWWF-Champion Superstar Billy Graham oder André the Giant.
1973 dehnte sich der Einfluss der WWWF auch auf die Karibik aus, als dort mit der heutigen Promotion World Wrestling Council eine Suborganisation (engl. Affiliate) der WWWF entstand. Marella wurde dort Miteigentümer und 1973 trat die WWWF unter ihrem alten NWA-Banner wieder der National Wrestling Alliance bei.
1979 kaufte Vince McMahon Jr. die WWWF von seinem Vater und benannte sie in World Wrestling Federation um. Marella begann Ende 1979 seine aktive Wrestling-Karriere zu beenden und man band ihn in ein Fehdenprogramm mit Ken Patera ein. Infolgedessen bestritt Marella am 23. August 1980 gegen diesen ein Karrierematch, das er verlor. Marella erklärte somit seinen Austritt aus dem aktiven Geschehen.

#### Kommentator/Backstage Manager
Nach dem Verkauf der Promotion veräußerte Marella 1980 seine Anteile an den neuen Eigentümer. Im Gegenzug erhielt er von McMahon Jr. eine Vertragsverpflichtung auf Lebenszeit. Marella übernahm nun das Backstagemanagement, bei dem er die Abläufe hinter den Kulissen koordinierte. Daneben wurde er vor den Kameras als Kommentator eingesetzt. Marella arbeitete in der Folgezeit mit Jesse Ventura zusammen und beide wurden zu einem der bekanntesten, kongenialen Kommentatorenduos im Wrestling. Ventura übernahm dabei den Part des sog. Colour Commentators, der sich meist auf die Seite der Bösewichte stellte, während Marella als Play-by-Play-Kommentator das Geschehen objektiv kommentierte. Zusammen kommentierten sie die ersten sechs Wrestlemanias. Diese Zusammenstellung zweier gegensätzlicher Kommentarstile sollte richtungsweisend für die Zukunft werden und wird im Wrestling, unter verschiedenen Konstellationen, bis heute beibehalten.
Nach Venturas Weggang bekam Marella dann den ehemaligen Wrestler und Bösewicht-Manager Bobby Heenan zur Seite gestellt. Beide waren hinter den Kulissen seit langem sehr gut befreundet, lieferten sich jedoch am Mikrofon endlose Wortduelle, die beim Publikum sehr gut ankamen.
Marella kommentierte zwischen 1985 und 1992 insgesamt acht Wrestlemanias. Daneben wurde er bei den TV-Shows „WWF All Star Wrestling“, „WWF Wrestling Challenge“, „WWF All American Wrestling“ und auch oftmals bei „WWF Prime Time Wrestling“ als Kommentator und Interview-Gastgeber eingesetzt.
1993 erschien der ehemalige NWA- und WCW-Kommentator Jim Ross bei der World Wrestling Federation. Marella zog sich langsam aus dem Wrestling-Geschehen vor den Kameras zurück und war bei WrestleMania IX nur noch in kurzen Sequenzen als Moderator tätig. Aufgrund seines lebenslangen Vertrages behielt er jedoch seine Backstage-Position. 1994 traf ihn ein schwerer Schicksalsschlag, als sein Adoptivsohn Joseph „Joey“ Marella, welcher als Ringrichter ebenfalls in der WWF beschäftigt war, bei einem Autounfall ums Leben kam. Noch im gleichen Jahr wurde er von Jim Ross in die WWE Hall of Fame aufgenommen.
1995 machte man Marella vor den Kameras zum Präsidenten der WWF, eine Rolle, die heute mit denen der „General Manager“ oder „Commissioner“ der einzelnen WWE-Shows verglichen werden kann. Dieses „Amt“ hat allerdings keine wirkliche Autorität, sondern ist ein reiner TV-Charakter.
1997 konnte er diese Rolle aus gesundheitlichen Gründen nicht mehr ausfüllen und zog sich vollständig aus dem TV-Programm zurück. Seinen letzten öffentlichen Auftritt hatte Marella im März 1999 bei WrestleMania 15, wo er als Juror für ein Turnier fungierte. Marella starb im Alter von 62 Jahren an Herzversagen.

### Erfolge
- International Wrestling Alliance

- 1× IWA World Heavyweight Champion

- World Wrestling Association (Los Angeles)

- 2× WWA Tag Team Champion (je einmal mit Luke Graham und El Mongol)

- World Wrestling Council

- 2× WWC North American Heavyweight Champion

- World Wide Wrestling Federation / World Wrestling Federation

- 2× WWWF United States Tag Team Champion (je einmal mit Killer Kowalski und Bill Watts)

## Wissenswertes
- Marella war zwischen 1973 und den 1980er Jahren Miteigentümer von World Wrestling Council[2]
- Den Posten im Backstagebereich, den Gorilla Monsoon bei WWE innehatte, wird heute im Wrestling allgemein noch immer als Gorilla-Position bezeichnet.
- Marellas spätes Markenzeichen wurde die Sonnenbrille mit den dunkelblauen Gläsern.